# London Calling: 25th Anniversary Edition
London Calling: 25th Anniversary Legacy Edition är ett samlingsalbum från 2004 av den brittiska punkgruppen The Clash.

## Låtlista
CD 1, Original LP:n från 1979: (Se London Calling)
1. London Calling
2. Brand New Cadillac
3. Jimmy Jazz
4. Hateful
5. Rudie Can't Fail
6. Spanish Bombs
7. The Right Profile
8. Lost in the Supermarket
9. Clampdown
10. The Guns of Brixton
11. Wrong 'Em Boyo
12. Death or Glory
13. Koka Kola
14. The Card Cheat
15. Lover's Rock
16. Four Horsemen
17. I'm Not Down
18. Revolution Rock
19. Train in Vain

CD 2, The Vanilla Tapes:
1. Hateful
2. Rudie Can't Fail
3. Paul's Tune
4. I'm Not Down
5. 4 Horsemen
6. Koka Kola, Advertising & Cocaine
7. Death or Glory
8. Lover's Rock
9. Lonesome Me
10. The Police Walked in 4 Jazz
11. Lost in the Supermarket
12. Up-Toon (Instrumental)
13. Walking the Slidewalk
14. Where You Gonna Go (Soweto)?
15. The Man in Me
16. Remote Control
17. Working and Waiting
18. Heart & Mind
19. Brand New Cadillac
20. London Calling
21. Revolution Rock